# Rodolfo Orlandini
Rodolfo Orlando Orlandini (1 de janeiro de 1905 - 24 de dezembro de 1990) foi um futebolista argentino que foi vice-campeão, pela Argentina, da Copa do Mundo de 1930, realizada no Uruguai.

## Carreira
Rodolfo Orlandini fez parte do elenco medalha de prata, nos Jogos Olímpicos de 1928.